# Gabriel Macedo
Gabriel Macedo (* 26. Mai 1989 in Münsterlingen im Kanton Thurgau; heimatberechtigt in Leuggern im Kanton Aargau) ist ein Schweizer Politiker (FDP.Die Liberalen). Er ist seit dem 1. Juni 2019 Stadtpräsident von Amriswil, seit dem 20. Mai 2020 Thurgauer Kantonsrat und seit dem 25. Juni 2020 Kantonalparteipräsident der FDP.Die Liberalen des Kantons Thurgau.

## Herkunft
Mit seinem jüngeren Bruder wuchs er in Schönenberg an der Thur auf. Durch die portugiesische Herkunft seines Vaters besitzt Macedo zusätzlich zur schweizerischen auch die portugiesische Staatsbürgerschaft.

## Ausbildung und berufliche Tätigkeiten
Macedo absolvierte seine kaufmännische Lehre auf der Gemeindeverwaltung Kradolf-Schönenberg und arbeitete danach als Verwaltungsangestellter bei der Gemeinde Affeltrangen. Ab 2012 war Macedo als Stadtschreiber bei der Stadt Rheineck tätig. Von 2012 bis 2017 absolvierte er berufsbegleitend die Weiterbildung zum diplomierten Verwaltungsfachmann GFS sowie die Weiterbildung zum Rechtsfachmann HF. Im Jahr 2017 wurde er von der Anwaltskammer St. Gallen als Rechtsagent patentiert.
Nachdem er am 25. November 2018 im 1. Wahlgang der Stadtpräsidiumswahlen der Stadt Amriswil das absolute Mehr um nur 56 Stimmen verpasste (zwei Gegenkandidaten), wurde er am 10. Februar 2019 gewählt und konnte am 1. Juni 2019 sein Amt als Stadtpräsident von Amriswil antreten. Macedo war bei der Wahl der jüngste Stadtpräsident der Schweiz. Am 27. November 2022 wurde er für eine weitere Amtsperiode (2023–2027) wiedergewählt.
In den Jahren 2021 und 2022 absolvierte er zusätzlich zwei CAS-Weiterbildungen für Politik («Wirtschaft und Politik» sowie «Kommunikation und Verhandlung»).

## Politik
Macedo gehört seit 2009 der FDP an. Von 2014 bis 2019 war er Ortsparteipräsident der FDP.Die Liberalen Rheineck und von 2016 bis 2019 Regionalparteipräsident der FDP.Die Liberalen Rheintal sowie Parteileitungsmitglied der FDP Kanton St. Gallen.
Ab 2019 war Macedo Vorstandsmitglied der FDP.Die Liberalen Amriswil. Seit 2020 ist er Parteipräsident der FDP.Die Liberalen Thurgau sowie PPK-Mitglied der FDP Schweiz. Im März 2020 wurde er in den Grossen Rat des Kantons Thurgau gewählt.
In den Jahren 2017 bis 2019 absolvierte Macedo das Master-Mentoringprogramm der FDP.Die Liberalen Schweiz. Sein Mentor war Andrea Caroni (FDP-Ständerat des Kantons Appenzell Ausserrhoden).